# 이란 아세만 항공 3704편 추락 사고
이란 아세만 항공 3704편 추락 사고는 2018년에 일어난 항공 사고이다. 2018년 2월 18일 이란 테헤란에 소재한 메라바드 공항에서 출발한 ATR 72-212 기종의 이란 아세만 항공 3704편이 야수즈 공항으로 가던 중 이란 자그로스산맥 데나 산 부근에 추락하였다. 탑승한 승객 60명과 승무원 6명이 모두 사망했다.